# 名古屋高等裁判所
名古屋高等裁判所（日语：／ Nagoya kōtō saibansho */?）是一位於日本愛知縣名古屋市的高等裁判所，負責中部地方西部區域六縣的上訴案件，通稱名古屋高裁（名古屋高裁）。該所另於石川縣金澤市設有支部。

## 所在地
- 本廳　愛知縣名古屋市中區三之丸一丁目4番1號
- 金澤支部　石川縣金澤市丸之内7番2號

## 沿革
- 1881年 - 名古屋控訴裁判所設立。
- 1886年 - 改名為名古屋控訴院。
- 1947年 - 因應《裁判所法》的實施，名古屋控訴院改名為現在的名古屋高等裁判所。
- 1948年 - 金澤支部設立。
- 1979年 - 裁判所目前所在的廳舍竣工（名古屋地方裁判所與名古屋簡易裁判所均入駐其內）。

## 管轄區域
- 本廳　愛知縣、三重縣與岐阜縣
- 金澤支部　石川縣、福井縣與富山縣

※ 然而，部分如不服地方裁判所主管之第二審判決的上訴案件仍由本廳管轄。

## 歷代長官
- 荒井史男（2001年1月29日 - 2002年5月12日　退休）
- 濱崎恭生（2002年5月14日 - 2005年1月26日　退休）
- 中込秀樹（2005年1月28日 - 2006年6月24日  退休）
- 竹崎博允（2006年6月26日 - 2007年2月8日　東京高等裁判所長官）
- 細川清（2007年2月 - 2009年8月5日 退休）
- 門口正人（2009年8月6日 - 2010年12月31日　退休）
- 房村精一（2011年1月11日 - 2012年3月17日　退休、公安審査委員會委員長）
- 山崎敏充（2012年3月27日 - 2013年7月8日　東京高等裁判所長官）
- 岡田雄一（2013年7月8日 - 2015年6月25日 退休）
- 山名學（2015年6月29日 - 2016年7月23日 退休）
- 原優（2016年7月29日 - 現職）

## 法庭設置

### 民事部
- 民事第1部（第1001号法庭）
- 民事第2部（第1001号法庭）
- 民事第3部（第1003号法庭）
- 民事第4部（第1003号法庭）
- 金澤支部第1部（第201号法庭）

### 刑事部
- 刑事第1部（第1002号法庭）
- 刑事第2部（第1002号法庭）
- 金澤支部第2部（第201号法庭）

## 外部連結
- 名古屋高等裁判所HP （页面存档备份，存于）